# Sankt Vith
Sankt Vith (tyska) eller Saint-Vith (franska) är en kommun i Belgien.   Den ligger i provinsen Liège och regionen Vallonien, i den tyskspråkiga gemenskapen i Belgien i den östra delen av landet, 140 km sydost om huvudstaden Bryssel. Antalet invånare är 9 346.
Omgivningarna runt Sankt Vith är en mosaik av jordbruksmark och naturlig växtlighet. Runt Sankt Vith är det ganska glesbefolkat, med 43 invånare per kvadratkilometer.